# Home Front
Home Front — канадський постпанк-гурт з Едмонтона, Альберта, створений у 2021 році.
Засновники гурту:
- Грем Маккіннон (Graeme McKinnon) — колишній учасник гуртів No Problem і Wednesday Night Heroes;
- Клінт Фрейзер (Clint Frazier) — колишній учасник гуртів Shout Out Out Out Out і Physical Copies.[2][3]

Їхнє звучання було охарактеризовано як суміш панку та нової хвилі. Музичний стиль гурту пов'язують зі стилем гуртів Echo and the Bunnymen та The Cure.
Гурт підписав контракт з британським незалежним панк-лейблом La Vida Es Un Mus.
У 2023 році гурт випустив повноформатний студійний альбом Games of Power. Альбом отримав схвальні відгуки критиків. Гурт також випустив два мініальбоми, Think of the Lie у 2021 році та Nation у 2023 році. Альбоми були спродюсовані Джоною Фалько з канадського хардкор гурту Fucked Up, а зведення і мастеринг виконав колега Фрейзера по гурту Shout Out Out Out Out, Нік Козуб (Nik Kozub). Games of Power потрапив у лонг-лист музичної премії 2023 Polaris Music Prize.

## Учасники гурту
- Грем МакКіннон (Graeme McKinnon) — головний вокал, гітара, бас (2021–теперішній час)
- Клінт Фрейзер (Clint Frazier) — барабани, синтезатори, клавішні (2021–теперішній час)

## Дискографія

### Альбоми
- Games of Power (2023)

### Мініальбоми
- Think Of The Lie (2021)
- Nation (2023)